# 슬픔

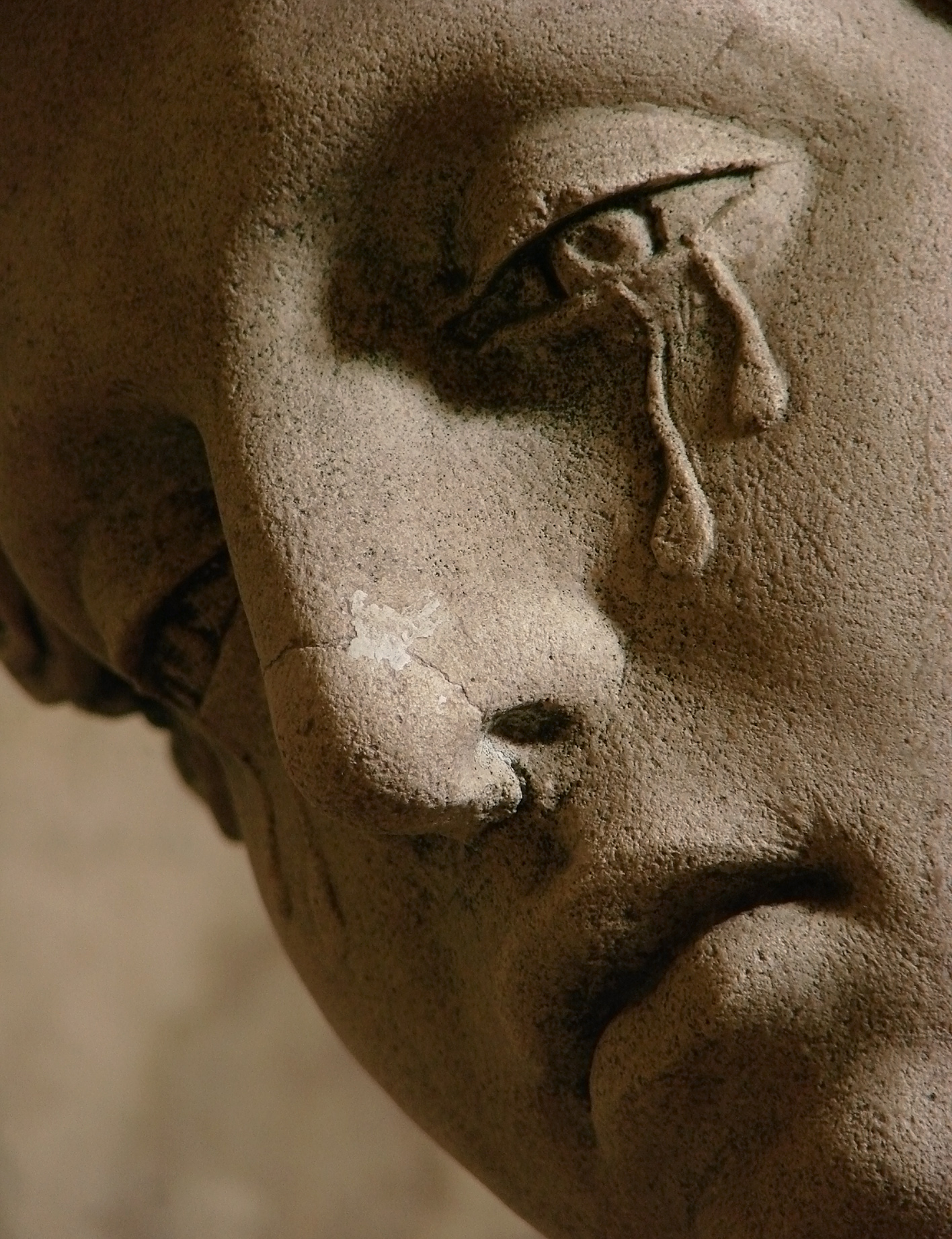

슬픔(IPA: [sʰɯɭpʰɯm])은 복잡한 감정 표현의 하나이다. 탈력감, 실망감이나 좌절감을 동반하고 가슴이 맺히는 등의 신체적 감각과 함께 눈물이 나오고, 표정이 굳어지며, 의욕, 행동력, 운동력 저하 등이 관찰될 수 있다. 또한 눈물을 흘리며 말로 할 수 없는 소리를 내는 '우는' 행동을 나타내 보이기도 한다.
일반적으로 사랑, 우정, 의존, 공영의 대상이 없어졌을 때 나타나는 것으로 알려져 있다. 슬픔은 '깊다/얕다'라고 표현되고, 대상이 자신과 관계가 강할수록 깊은 슬픔이 찾아오는 것으로 알려져 있다. 그런 의미에서 대표적 예의 가장 큰 슬픔은 가까운 사람의 죽음이다. 이외에는 각자의 가치관 우선순위에 따라 슬픔의 정도는 달라질 수도 있다.
슬픔이라는 감정에 대해 '처음에는 노여움에 의한 그 사실의 부정으로부터 시작해, 자신의 뇌에서 그 현실을 받아들임과 동시에 복받쳐 오는 감정'으로 다루기도 한다.
한편 또다른 연구에서는 '슬픔' 자체가 감정으로서 무언가 상실감에 기초하여 이를 대응할 수 있도록 신체가 반응한다는 점에서 중요한 가치를 두는 경우도 있다. 따라서 슬픔은 자기 자신을 외부나 자기 자신으로부터 방어하는 기제로서 이해할 수 있는 중요한 기회인 셈이다. 이는 상실감을 극복하거나 이를 직시하고서 문제해결을 시도하는 긍정적인 작용과 관련이 있는 감정이게 된다. 또한 이것을 사랑하는 사람들의 연민과 사랑이 필요한 관계적인 감정으로서 다루고 있다는 점에서 사회적 존재로서 슬픔은 이와 관련된 감정이라고 볼 수 있다.

## 심리
프로이트의 정신분석학에서는 인간 내면의 억압된 감정이 해소되지 않으면 무의식 속에 잠재하여 부정적으로 작용할 수 있다고 보고 있다. 이에 대해 슬픔이나 슬픔을 통한 눈물은 카타르시스 효과가 있는 것으로 알려져 있다.

## 비통
죽음을 앞둔 비통(悲痛)함에 대해서 엘리자베스 퀴블러 로스는 분노의 5단계(five stages of grief)로써 일반적으로 개인이 자신의 죽음을 받아들이는 5단계의 심리적인 상태를 다룬바있다.

## 같이 보기
- 감정
- 기쁨
- 노여움
- 두려움
- 미움
- 우울증

## 참고 자료
- 원더풀마인드-슬픔을 인정하는 것은 용감한 일이다
- 중앙일보-눈물과 카타르시스②[깨진 링크(과거 내용 찾기)]
- 위키문헌-시학,아리스토텔레스